# Kirklees Light Railway
Kirklees Light Railway (Ferrovia Leve de Kirklees) é uma linha de trem de bitola reduzida de 15 polegadas (381 mm), que se estende por 5.6 km (3.5 milhas) e fica em Kirklees, West Yorkshire, no norte de Inglaterra.
Abriu pela primeira vez a 19 de outubro de 1991 e percorre o traçado que já pertenceu à ferrovia de Lancashire & Yorkshire. Este ramal ligava a vila de Clayton West até à linha de Penistone (entre Huddersfield e Sheffield, via Penistone e Barnsley), pela atualmente descativada junção de Clayton West. O percurso atual liga a vila de Clayton West à vila de Shelley Woodhouse, ficando a apenas alguns metros da linha ainda activa, passando pela localidade de Skelmanthorpe.